# Nicanor Loreti
Nicanor Oliverio Loreti
 (Buenos Aires, 31 de octubre de 1978) es un director, guionista y productor de cine argentino. Es conocido principalmente por su ópera prima, Diablo (2012), y por Kryptonita (2015) al igual que su serie derivada, Nafta Súper (2016).

## Biografía
En plena adolescencia Loreti conoce a Axel Kuschevatzky y a los socios del último, en la galería que estos tenían en la calle Corrientes: el videoclub Mondo Macabro, que fungía de espacio iniciático para cinéfilos durante la primera mitad de los ’90, y que amplió la videoteca de muchos fanes de géneros como el cine de terror, de acción y de ciencia ficción, al igual que para nostálgicos del programa de televisión "Sábados de Súper Acción". Así, Loreti ingresaría luego en la famosa revista creada por Kuschevatzky y dedicada al análisis de cine y televisión, "La Cosa Cine", donde trabajó varios años. También ha entrevistado a personajes de la industria del cine para las revistas "Fangoria" y "Shock Cinema".
A fines de los '90 estudio en la Universidad del Cine (FUC), cuando la universidad de Manuel Antín estaba poblada por muchos de los nombres fundamentales del Nuevo Cine Argentino. Allí compartió aula con futuros directores como Mariano Llinás, Alejo Moguillansky, Pablo Parés y Ariel Winograd.
Durante sus años en La Cosa realizó muchas entrevistas a actores y personajes del mundo del cine relativamente desconocidos, y a los que ningún otro medio les prestaba atención. Varias de estas entrevistas dieron forma a dos libros, Cult People y Cult People 2, la revancha, editado por Fan Ediciones. Para estos libros entrevistó a actores como Carlos Gallardo, Michael Pare, Powers Boothe, Danny Trejo y el director y guionista Alex Cox, con quien luego trabó amistad durante el estreno de Diablo en el Festival de Cine de Mar del Plata en 2011, luego de que el cineasta británico felicitara a Loreti por su largometraje. Cox coescribió junto a Loreti y la guionista y actriz Paula Manzone 27: El club de los malditos (2018), una película de acción y humor negro dirigida por Loreti.

## Filmografía

### Cine

#### Intérprete
- Nunca asistas a este tipo de fiestas (2000)

#### Director
- Nathán: El peluche asesino (corto, 2000)
- El kuervo (corto, 2005)
- Bad Blood (corto, 2009)
- La H (documental, 2011)
- Diablo (2012)
- Socios por accidente (2014)
- Socios por accidente 2 (2015)
- Kryptonita (2015)
- 27: El club de los malditos (2018)
- Pinball (corto, 2019)
- Punto Rojo (2021)

#### Guionista
- Diablo (2012)
- Kryptonita (2015)
- 27: El club de los malditos (2018)
- Pinball (corto, 2019)
- Una tumba para tres (2021)
- Punto Rojo (2021)

### Televisión
- Dos por una mentira (serie de televisión, 13 episodios, 2013)
- Nafta Súper (2016, director y coguionista)